# Arrhenita
L'arrhenita és un mineral no aprovat per l'IMA de fórmula (Y, Er, Ca, Zr, Ta, Si, O). Va ser anomenat l'any 1872 per Nils Adolf Erik Nordenskiöld, en honor del Coronel Carl Axel Arrhenius, un químic i militar que va trobar un mineral a Ytterby (Suècia) que posteriorment va anomenar iterbita. Johann Gadolin va analitzar el mineral i va descobrir-hi les quatre primeres terres rares: iterbi, itri, erbi i terbi. Només s'ha descrit a Ytterbi, Suècia.